# Révayfalva
Révayfalva (1899-ig Prékopa, szlovákul Priekopa) egykor önálló község, ma Turócszentmárton városrésze Szlovákiában, a Zsolnai kerületben, a Turócszentmártoni járásban.

## Fekvése
Turócszentmárton központjától 3 km-re északra, a Turóc jobb partján fekszik.

## Története
1271-ben említik először.
A 18. század végén Vályi András így ír róla: „PREKOPA. Tót falu Túrótz Vármegyében, földes Ura Gróf Révay Uraság, lakosai külömbfélék, fekszik Szent Mártonhoz fél mértföldnyire, határja középszerű, mint vagyonnyai.”
Fényes Elek 1851-ben kiadott geográfiai szótárában így ír a faluról: „Priekopa, tót falu, Thurócz vmegyében, a Thurócz vize mellett a Jordan patakja beömlésénél, s a Vágh vizéhez is közel. Táplál 145 kath., 548 evang., 40 zsidó lak. Határa termékeny, fejes káposztája hires, rétje, legelője, erdeje elég. F. u. a Révay nemzetség, s van itt 2 kastély, és 1 fűrészmalom. Ut. p. Thurócz Zsámbokrét.”
1910-ben 1458-an, többségében szlovákok lakták, jelentős magyar kisebbséggel. 1920-ig Turóc vármegye Turócszentmártoni járásához tartozott.
1949–1955 között csatolták Turócszentmártonhoz.

## Híres emberek
- Itt született 1784-ben báró Mednyánszky Alajos magyar királyi belső titkos tanácsos, Nyitra vármegye főispánja, író, történész, az MTA tiszteleti tagja. A „Festői utazás a Vág völgyében” című útikönyv szerzője.
- Itt született 1938. május 5-én Adolf Scherer világbajnoki ezüstérmes labdarúgó.
- Itt gyerekeskedett Rombauer Tivadar, az Ózdi Kohászati Üzemek megalapítója.

## Külső hivatkozások
- Révayfalva Szlovákia térképén